# シュヴァイゲルン
シュヴァイゲルン (ドイツ語: Schwaigern, ドイツ語発音: [ˈʃva‿igɐn]) は、ドイツ連邦共和国バーデン＝ヴュルテンベルク州ハイルブロン郡に属す小都市。シュトゥットガルト大都市圏の周縁部に含まれる。

## 地理

### 位置
シュヴァイゲルンは、ハイルブロン郡西部、ホイヒェルベルクの麓を流れる、ネッカー川左岸の支流であるライン川 (Lein) 沿いに位置する。

### 隣接する市町村
シュヴァイゲルンに隣接する市町村は、東から時計回りに、ラインガルテン、ノルトハイム、ブラッケンハイム、エッピンゲン、ゲンミンゲン、マッセンバッハハウゼン（以上すべてハイルブロン郡）およびハイルブロンである。シュヴァイゲルンは、マッセンバッハハウゼンとともに行政共同体を形成している。

### 市の構成
シュヴァイゲルンは、中核地区のシュヴァイゲルン地区の他、マッセンバッハ、ニーダーホフェン、シュテッテン・アム・ホイヒェルベルクの各地区からなる。シュヴァイゲルン地区には、農場ラーヒェンヘーフェ、マリエンホーフ、レーマーヘーフェ、居住区オベーレ・ミューレ、ウンテーレ・ミューレ（フロイデンミューレ）、さらにビルケンヘーフェ、レルヒェンベルクヘーフェ、ヴァルトヴェグヘーフェの地区がある。ニーダーホーフェン地区には居住区フックスベルク、オッティリーエンヘーフェが、シュテッテン地区には居住区バーンホーフ、オベーレ・ミューレ、さらにディケルスクリンゲンヘーフェ、フォルヒェンヴェルトヘーフェ、ホルンブシュヘーフェ、ゾンネンベルクヘーフェ地区が属している。

## 歴史
新石器時代およびローマ時代の出土品からシュヴァイゲルン地区に古代入植地があったことが指摘されている。シュヴァイゲルンは、766年にロルシュ文書に初めて記録されている。13世紀に教会が建設され、ナイペルク家が町の歴史に登場する。1486年にこの町に市場開催権が与えられた。1630年以後は、何度もペストに襲われ、多くの住民が犠牲になった。1690年にはプファルツ継承戦争によって当時のシュヴァイゲルン城が焼け落ちた。1806年にシュヴァイゲルンはヴュルテンベルク王国に属することとなった。19世紀から20世紀にかけて、繰り返し起こった大火で中世の市中心部の大部分が破壊された。1971年には、7月1日にマッセンバッハが、9月1日シュテッテン・アム・ホイヒェルベルクが合併した。

### 宗教
シュヴァイゲルン、シュテッテンおよびニーダーホーフェンには、それぞれ独自のプロテスタント教会組織がある。マッセンバッハについてはマッセンバッハハウゼンと共通の教会組織に属している。これらの教会組織は、いずれもプロテスタントのヴュルテンベルク地方教会のブラッケンハイム教区に属している。リーベンツェラー・ゲマインシャフト（敬虔主義の教会組織）は、3つの教会組織を同一のグループとして扱っている。マッセンバッハには、プロテスタントの自由教会組織も存在している。カトリックのシュヴァイゲルン聖マルティヌス教会は、シュヴァイゲルンの他シュテッテン、ニーダーホーフェン、ナイペルク（ブラッケンハイムの一地区）を、マッセンバッハハウゼン聖キリアン教会はマッセンバッハハウゼンとマッセンバッハを管轄している。新使徒教会もシュヴァインゲルンにその組織を有している。

## 行政

### 市議会

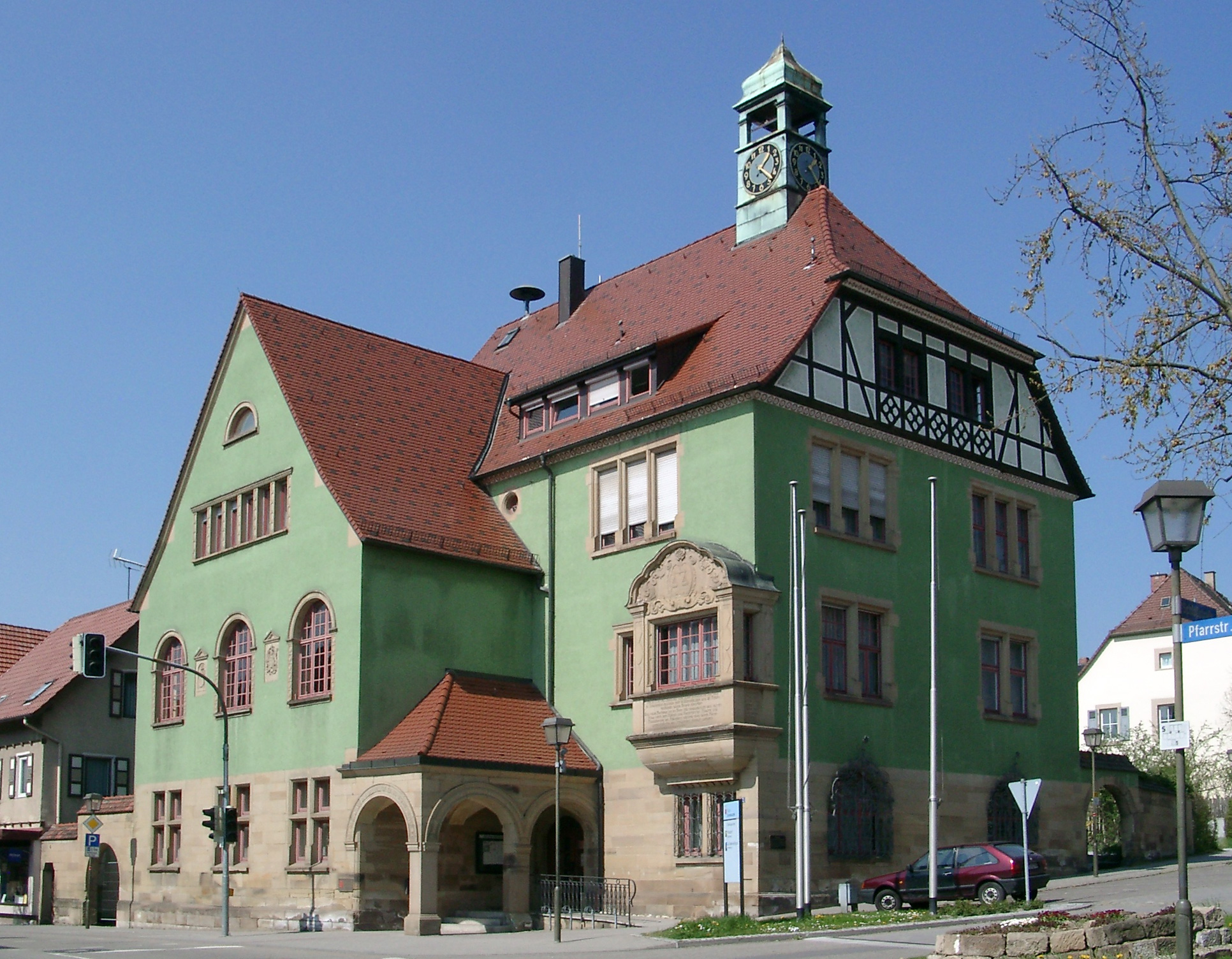
シュヴァイゲルン市庁舎

シュヴァイゲルンの市議会選挙は、23名の議員からなる。これに議長を務める市長が加わる。

### 紋章と旗
紋章の図柄: 赤地に3つの銀色の環（上に2つ下に1つ、逆三角形状に配置されている）。その盾型の上に、金の光輪を背負い、染めていない毛皮をまとった洗礼者ヨハネ。その右手は上方を指さし、左手は無垢な子羊を抱き、先が3つに分かれた銀の旗を付けた銀の十字型杖を斜めに握っている。市の色は、赤 - 白である。
赤地に3つの銀の環はナイペルク伯の紋章で、1684年の封印にもこれが示されている。盾を持つ洗礼者ヨハネは、シュヴァイゲルンの教会の守護聖人である。紋章は、1591年以降の印章では、この形であることが証明されているが、おそらく1512年には印章として確定したと考えられている。ところが、1820年頃からの印章には3つの環を描いた盾型のみが描かれ、ヨハネの姿はない。そして、1959年にこの形で市の紋章として確定したのである。従って、シュヴァインゲルンの歴史的経緯としては盾型のみの紋章が適切なのであるが、通常は盾の保持者としてヨハネを描くのが普通である。市の旗の色は、1925年に定められた。

### 友好都市
- ペンドルフ（オーストリア、オーバーエステライヒ州）1988年。ペンドルフにはシュヴァイゲルンという名の地区がある。
- ラ・テスト＝ド＝ビュック（フランス、ジロンド県）2004年。

## 文化と見所

### 博物館
旧墓地礼拝堂にある郷土博物館、カール・ヴァーゲンプラスト博物館は、名親でありシュヴァイゲルンの名誉市民でもあるカール・ヴァーゲンプラストが発掘した、新石器時代から中世までのラインタール地方の考古学的出土品を展示している。

### 建築

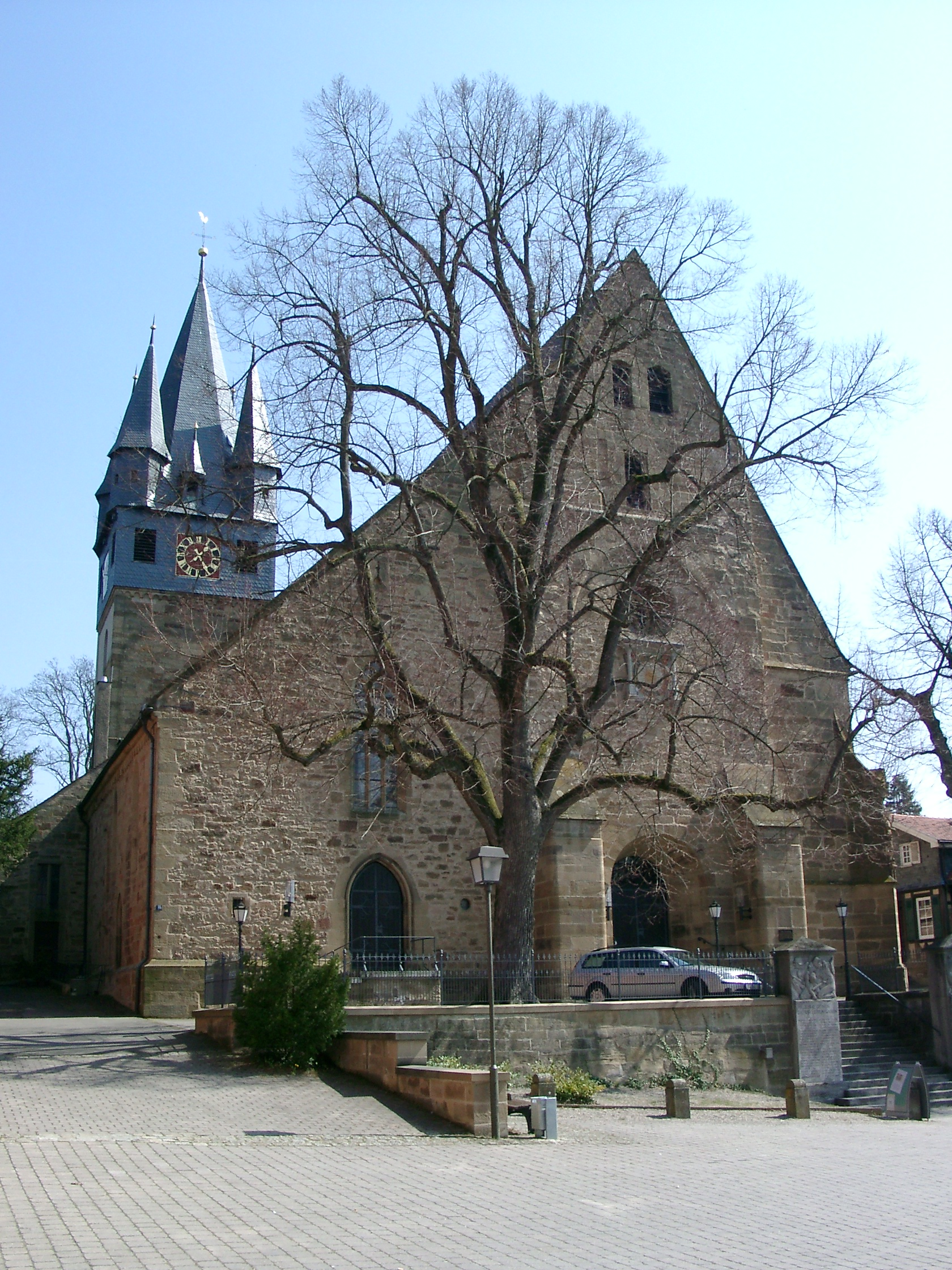
シュヴァイゲルンの市教会

- 洗礼者ヨハネに捧げられた市教会は、13世紀にその起源を遡る建築で、1514年から1520年にかけてベルンハルト・シュポーラーによって拡張された。内部には、1510年イェルク・ガトゲープ作のバーバラ祭壇および主祭壇、彫刻祭壇がある。内壁沿いにナイペルク家の墓石や墓碑銘板が設置されている。オルガンは、リヒャルト・レンシュにより1984年に作製されたものである。
- 市教会の近くにあるナイペルク伯の城は、1690年に破壊された城の跡に1702年にエーバーハルト・フォン・ナイペルク元帥によってロココ様式で建築され、主に19世紀の改築、拡張により現在の姿となった。ネオルネサンス様式の外観で、城の翼棟にすぐ隣接して城内礼拝堂が1871年に完成された。
- 市庁舎は、1905年の大火の後にルートヴィヒ・クノッツによって建設された建物で、特に南東部や入り口部分のユーゲントシュティル様式で名高い。
- 中世時代の市街南東部にあたる場所にある、いわゆる「魔女の塔」は、1461年に建造された防衛施設の塔であり、後には監獄として用いられた。この名の由来は、1713年に、魔女として訴えられ、後に火刑に処せられたアンナ・マリア・ハインリヒが閉じこめられていたことによる。
- かつてのワイン製造所（ブドウ搾り所）は、1659年の木組み建築で、初めはナイペルク伯のブドウ搾り所として建設された。1852年に市の所有となり、第二次世界大戦後までブドウ搾り所として利用されていた。
- シュトルヒェンネストは、市内に現存する最も古い住居で、15世紀から16世紀の農場の一部である。上階は、昔ながらのアレマン風木組み建築様式である。
- フリッツハレは1887年に、学校や幼稚園を併設した体育館、集会所、祝祭ホールを兼ねた建物として建設され、10万グルデンを市に遺贈したエルンスト・フリッツ（1869年没）に因んで命名された。
- 墓地礼拝堂は、1870年建造のネオゴシック様式の宗教建築で、現在はカール・ヴァーゲンブラスト博物館が利用している。
- カトリックの聖マルティンス教会は、1964年建造の同時代建築で、1990年代に大規模な改装を受けた。この教会は多くの歴史的文化財（ロマネスク様式のキリスト十字架像、後期ゴシック様式の聖体安置塔）を所有している。そのステンドグラスはヨーゼフ・デ・ポンテによって作製された。
- シュヴァイゲルン南部ホイヒェルベルクにある、かつての避難要塞「ハルヒェンブルク」[5]

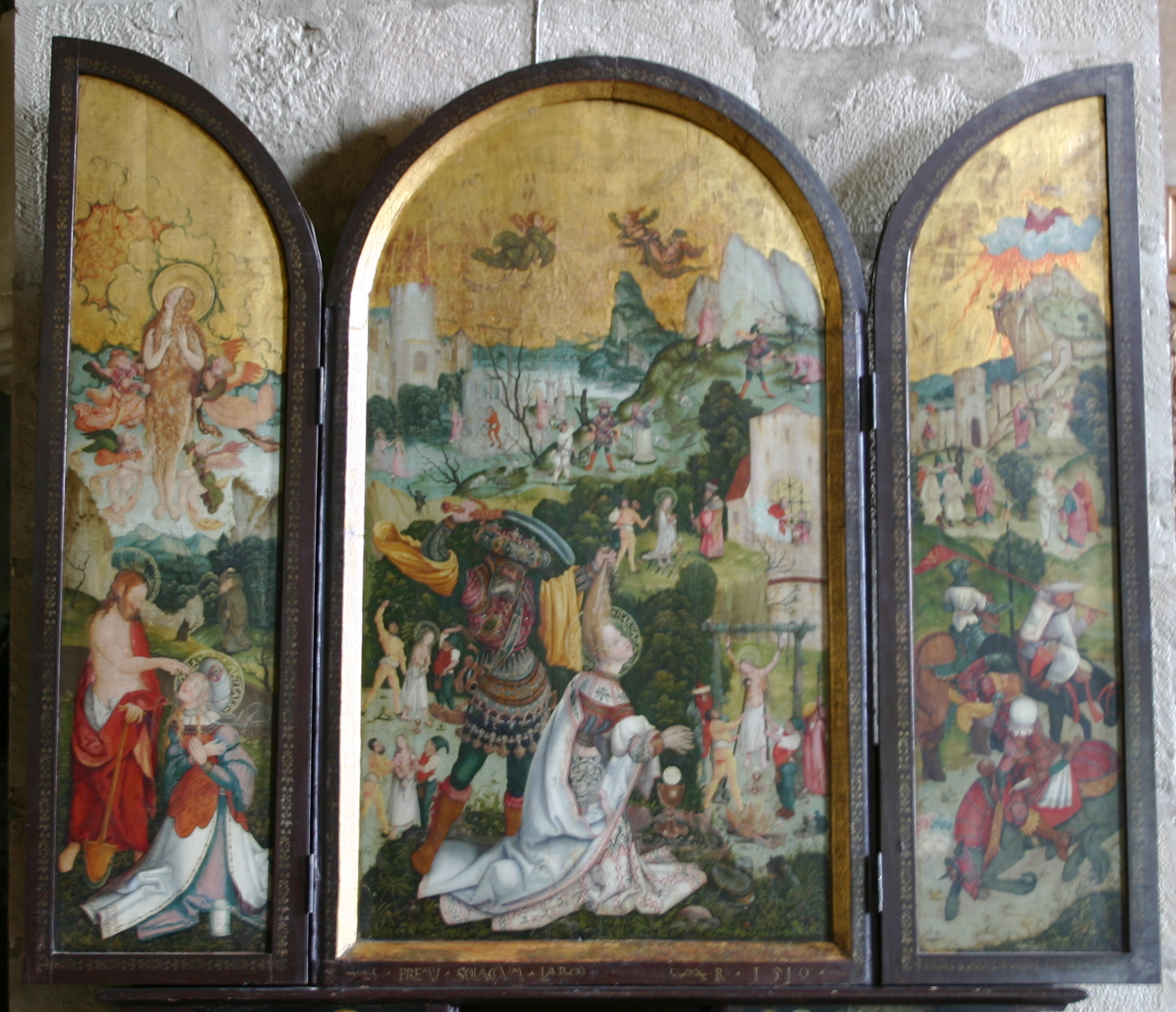
プロテスタント市教会のイェルク・ラトゲープ作バーバラ祭壇
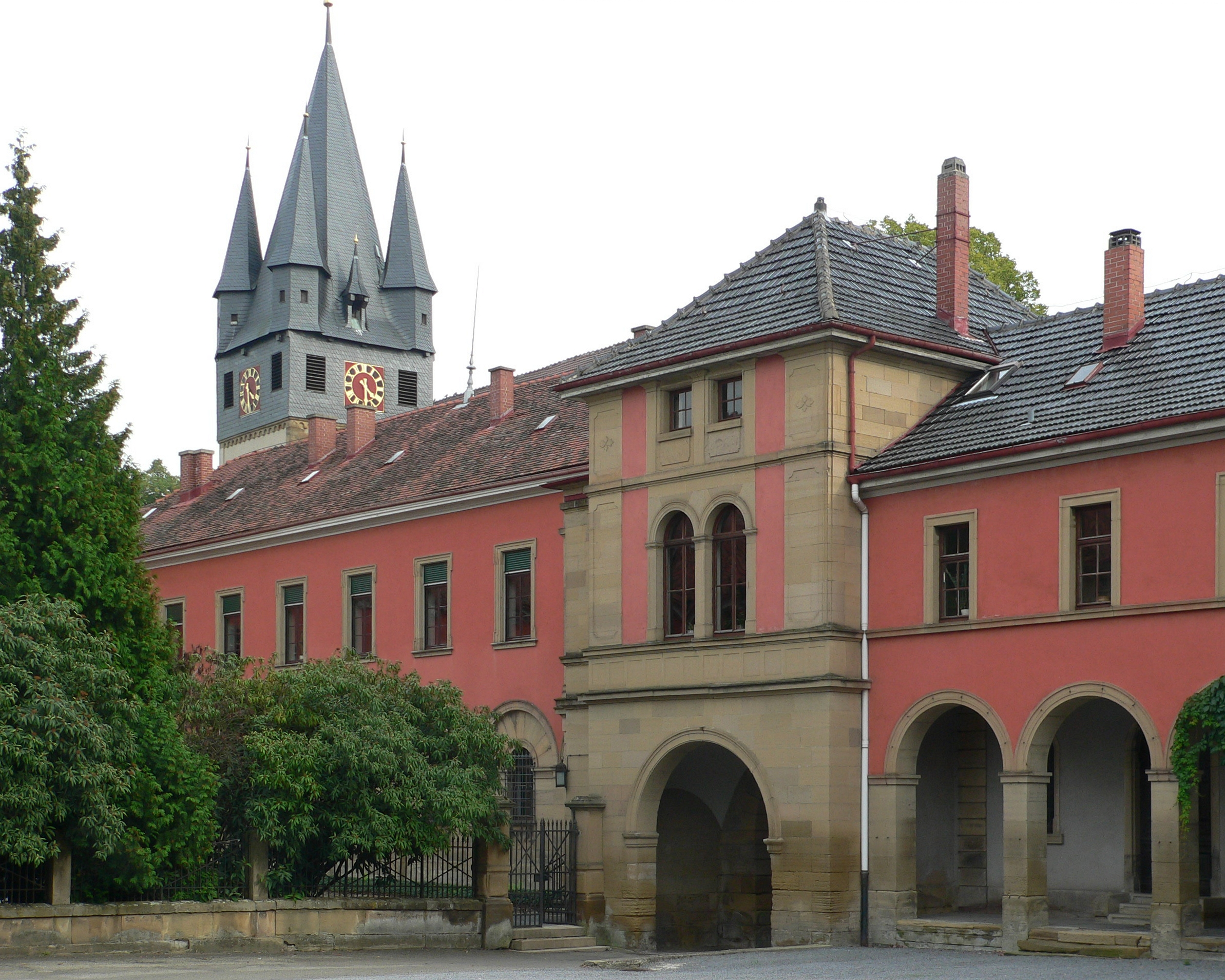
城の中庭、背景は市教会
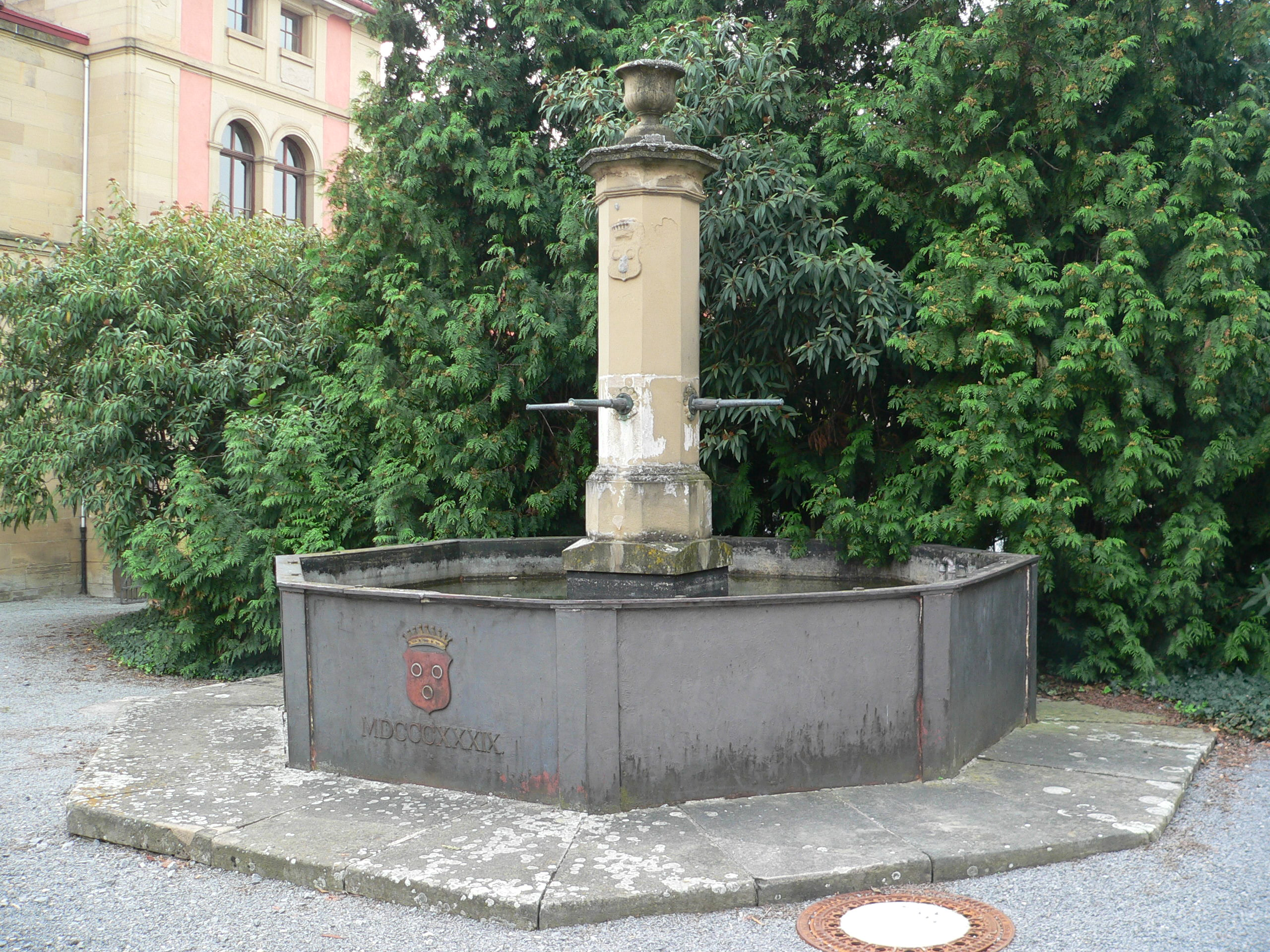
城の中庭にある泉、1839年建造でナイペルク家の紋章が刻まれている
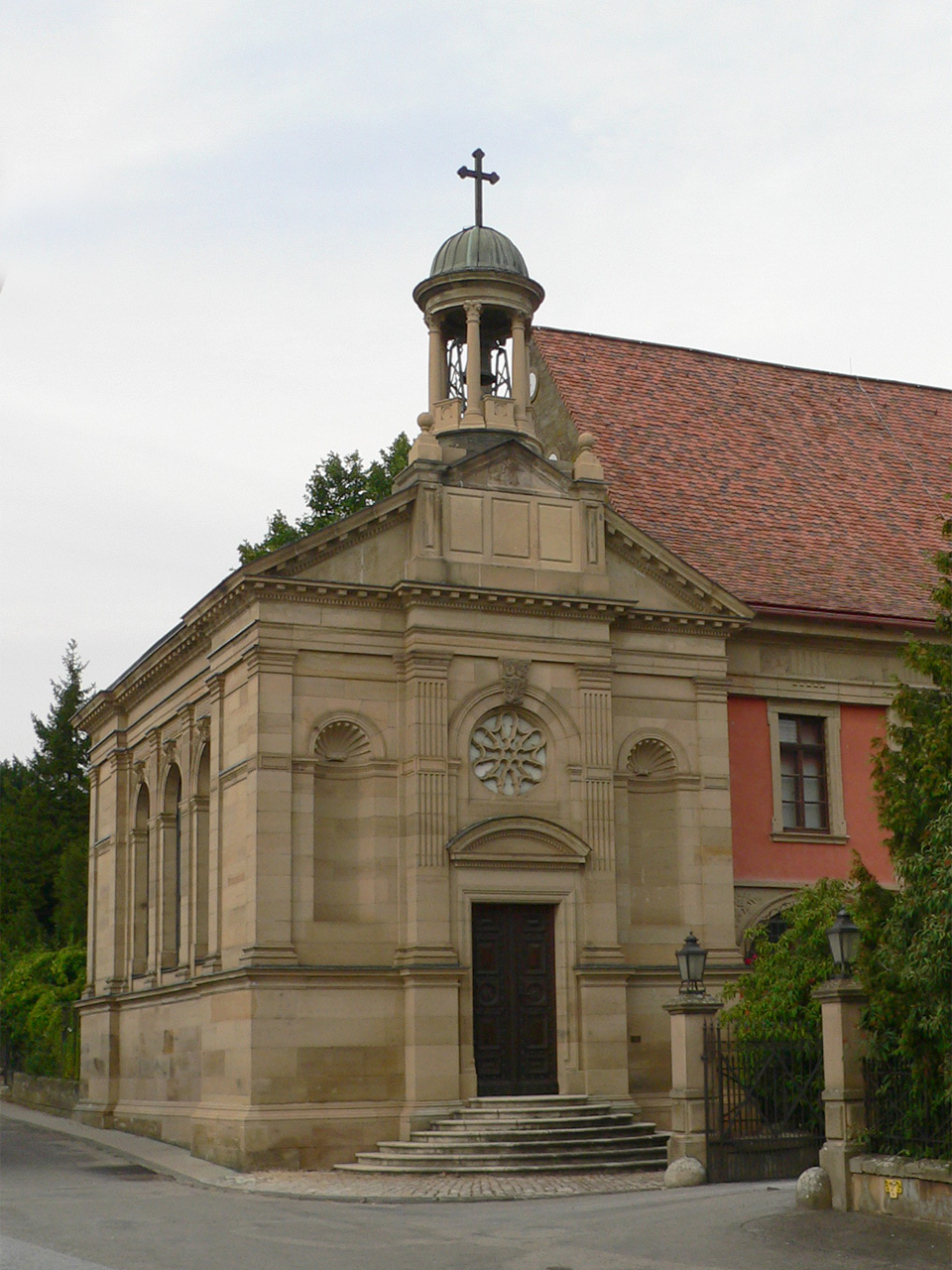
城内礼拝堂
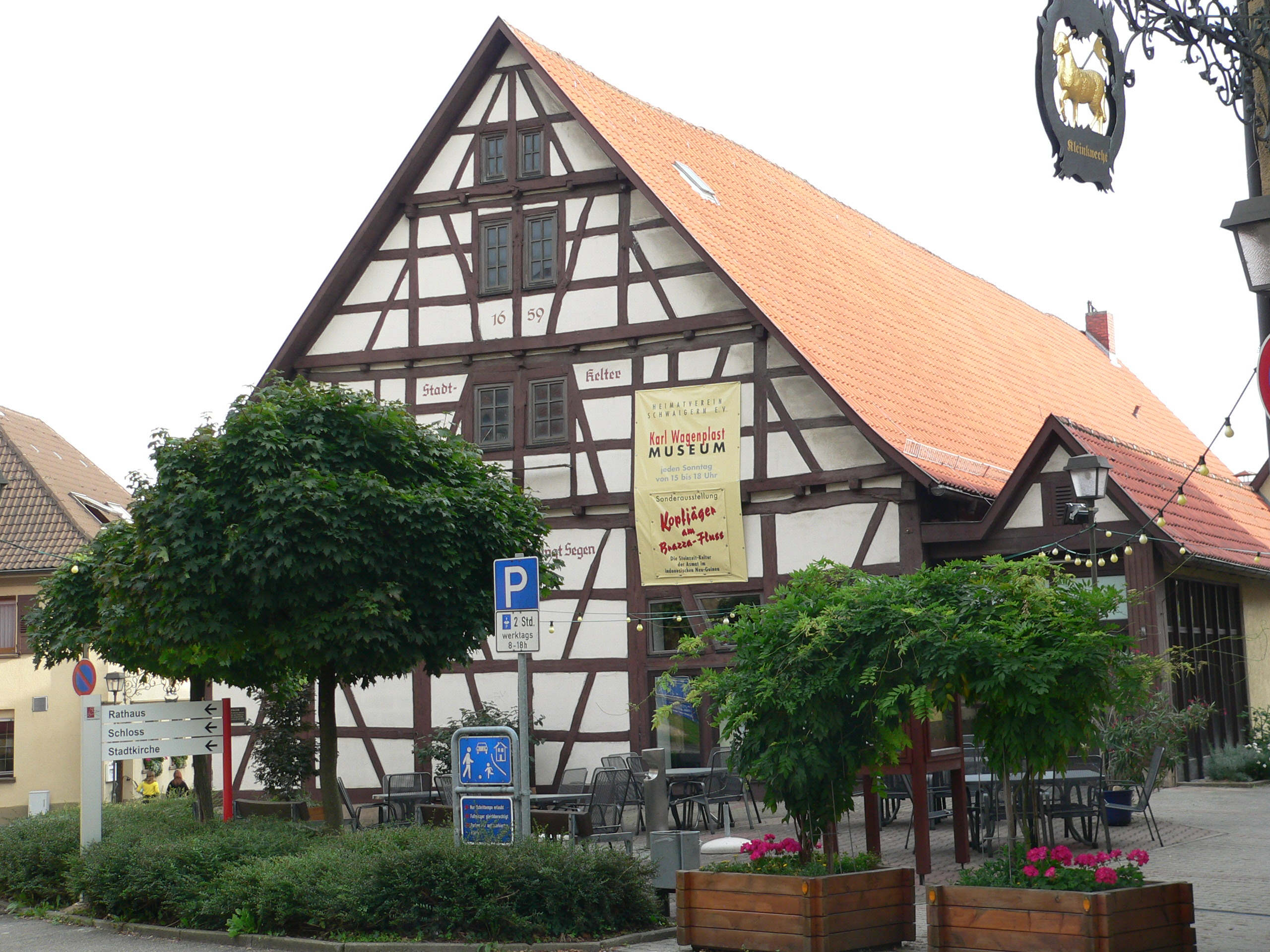
1659年建造の旧ワイン製造所
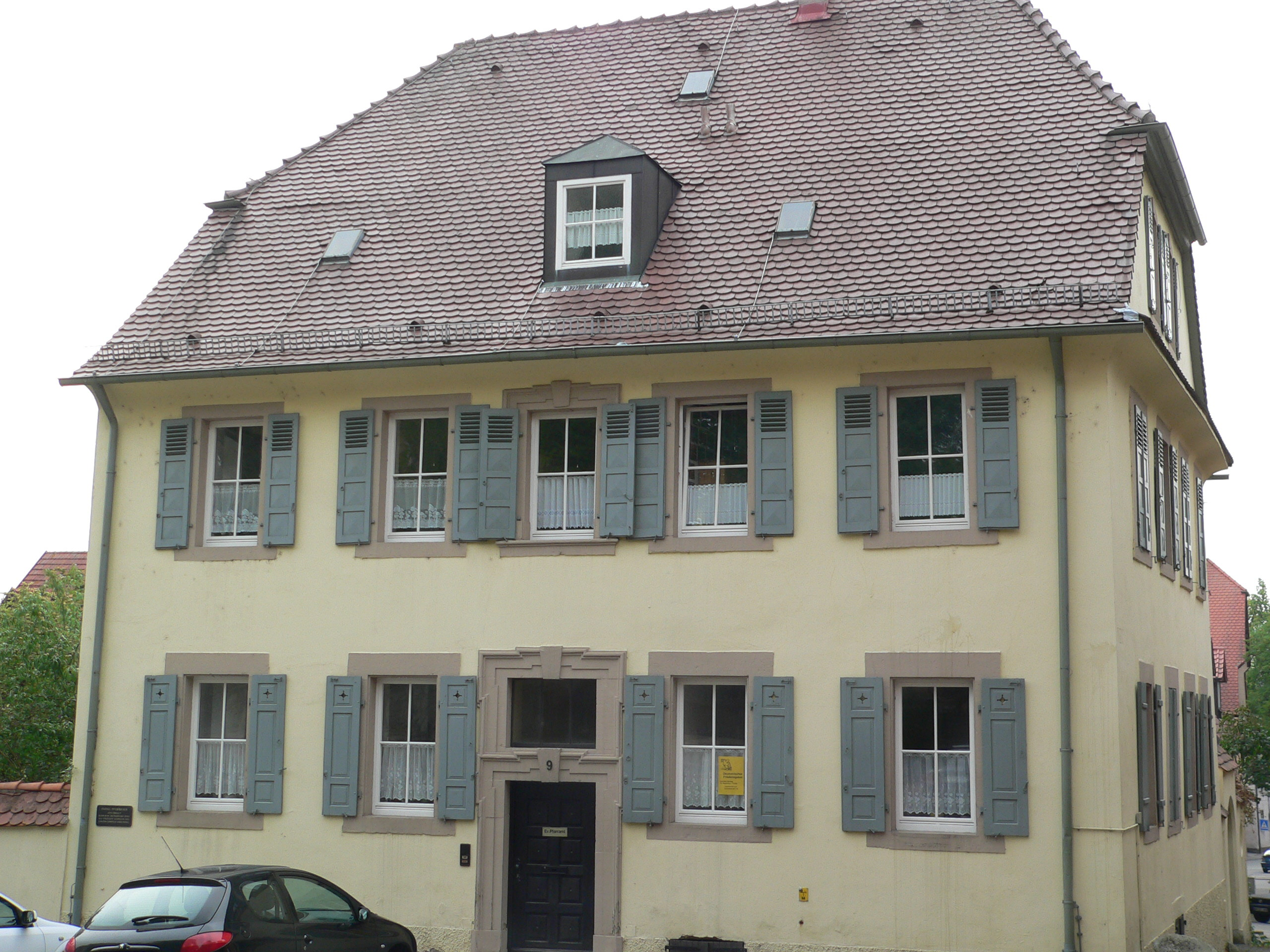
1776年建造の牧師館
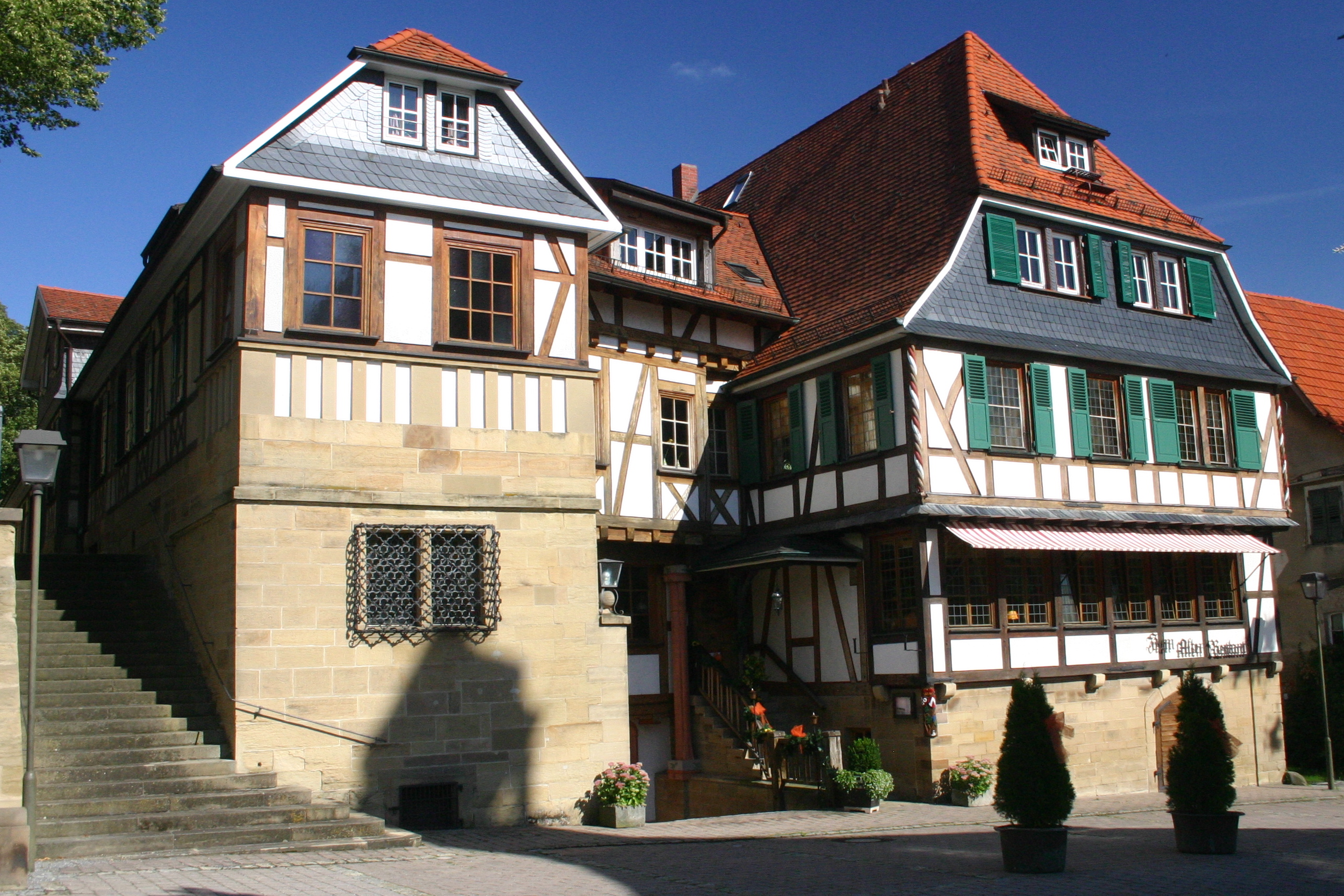
シュヴァイゲルン旧市街の歴史的財務管理局
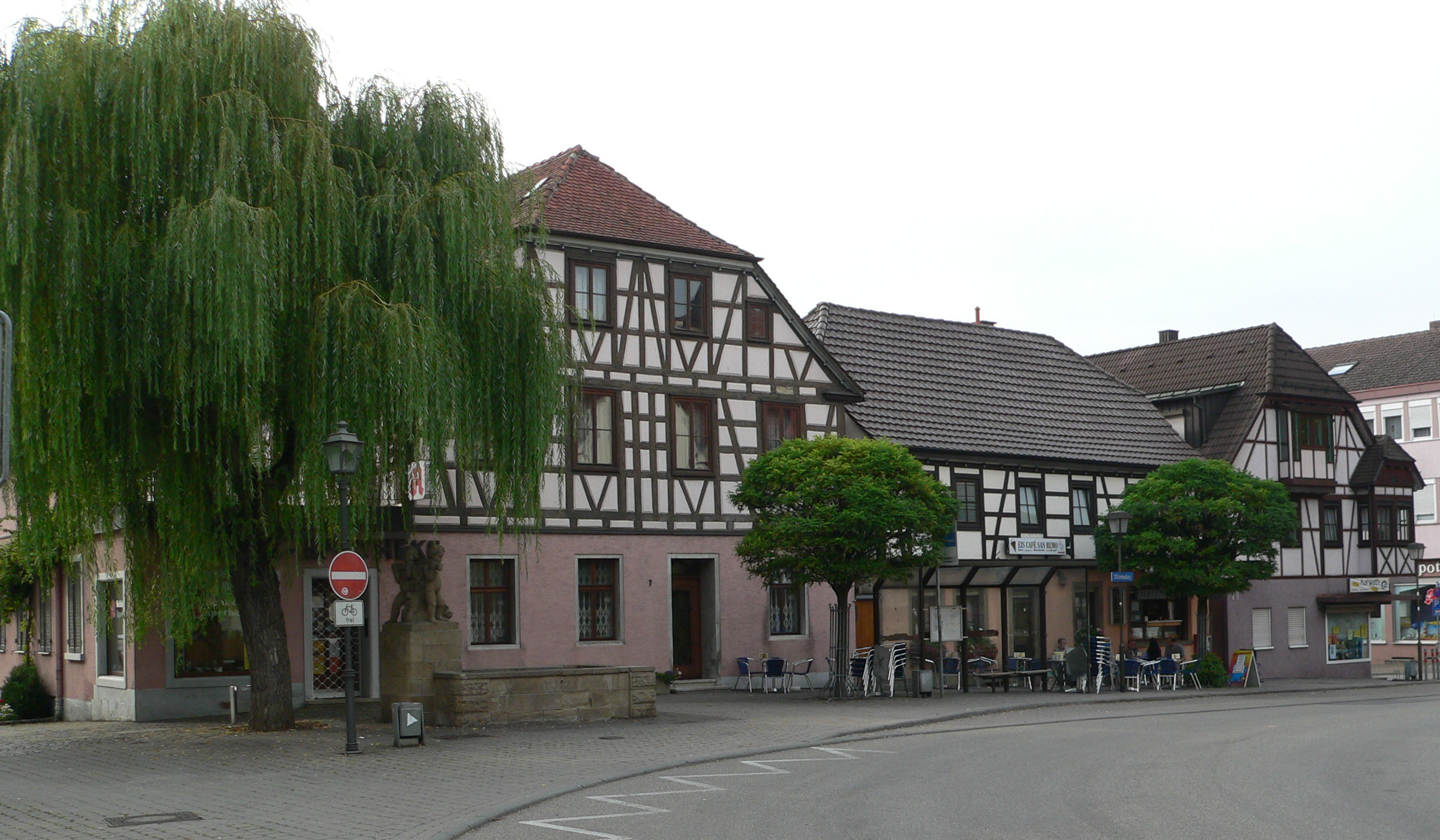
木組み建築の家並

### スポーツと余暇

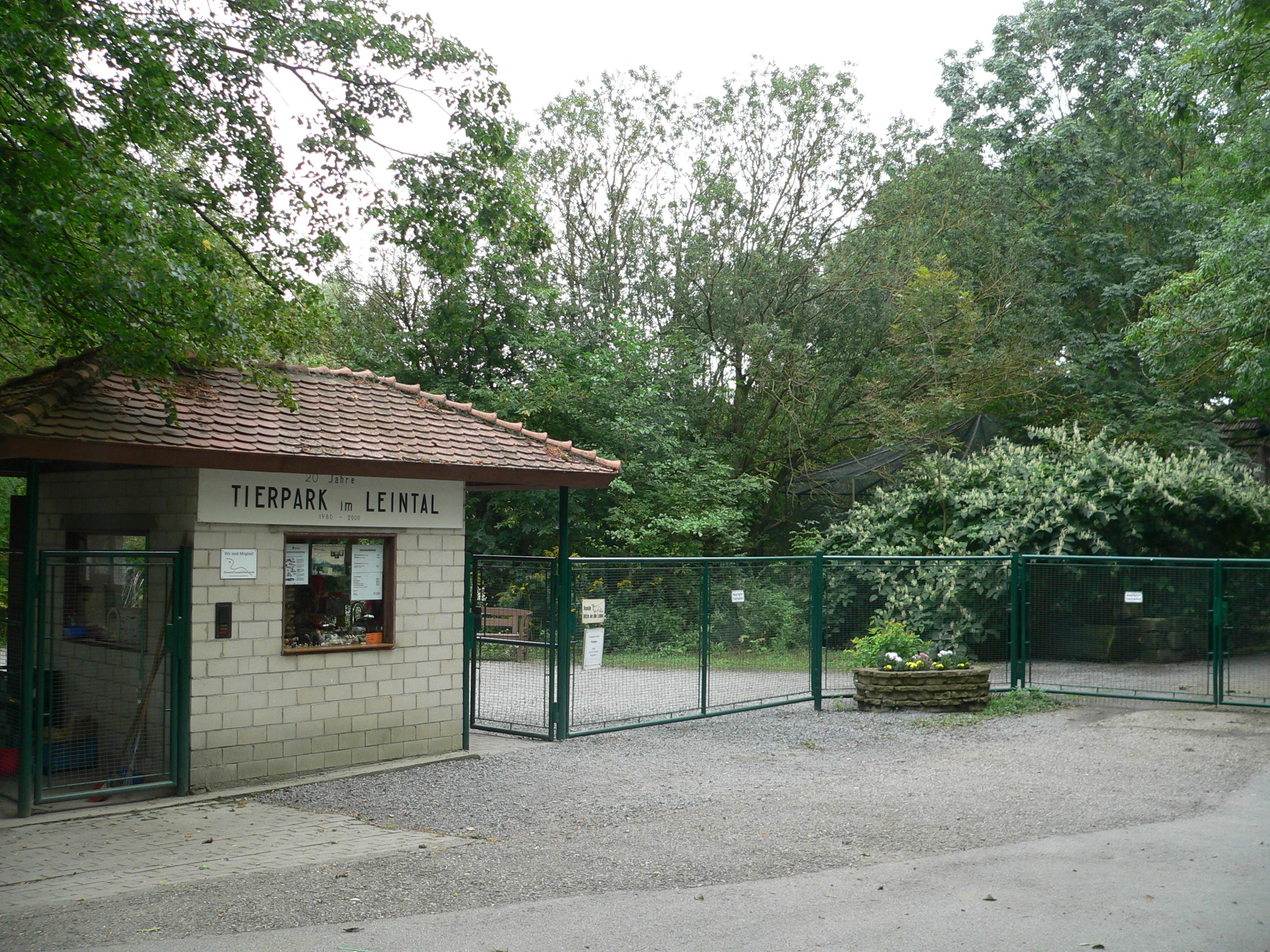
ラインタール動物園の入り口

TSVシュヴァイゲルンは、1898年に体操クラブとして発足した。このクラブには、歴史的な体操の他、バドミントン、バスケットボール、チェス、およびレーンラートの種目がある。特にレーンラートでは、多くの重要な選手を輩出している。1992年にテニス部門（TCシュヴァイゲルン）、1993年にサッカー部門（FSVシュヴァイゲルン）が独立した。
シュヴァイゲルンは、屋外温水プールを有している。
ラインタール動物園シュヴァイゲルンでは、ドイツ最大のチンパンジーの群れを見ることができる。

## 経済と社会資本
シュヴァイゲルン最大の企業は、Walter Söhner GmbH & Co. KGで、プラスチック製品の生産を行っており、シュヴァイゲルンでは、500人以上の従業員がいる。シュヴァイゲルンとその市区には多くの中小企業が存在している。

### 交通

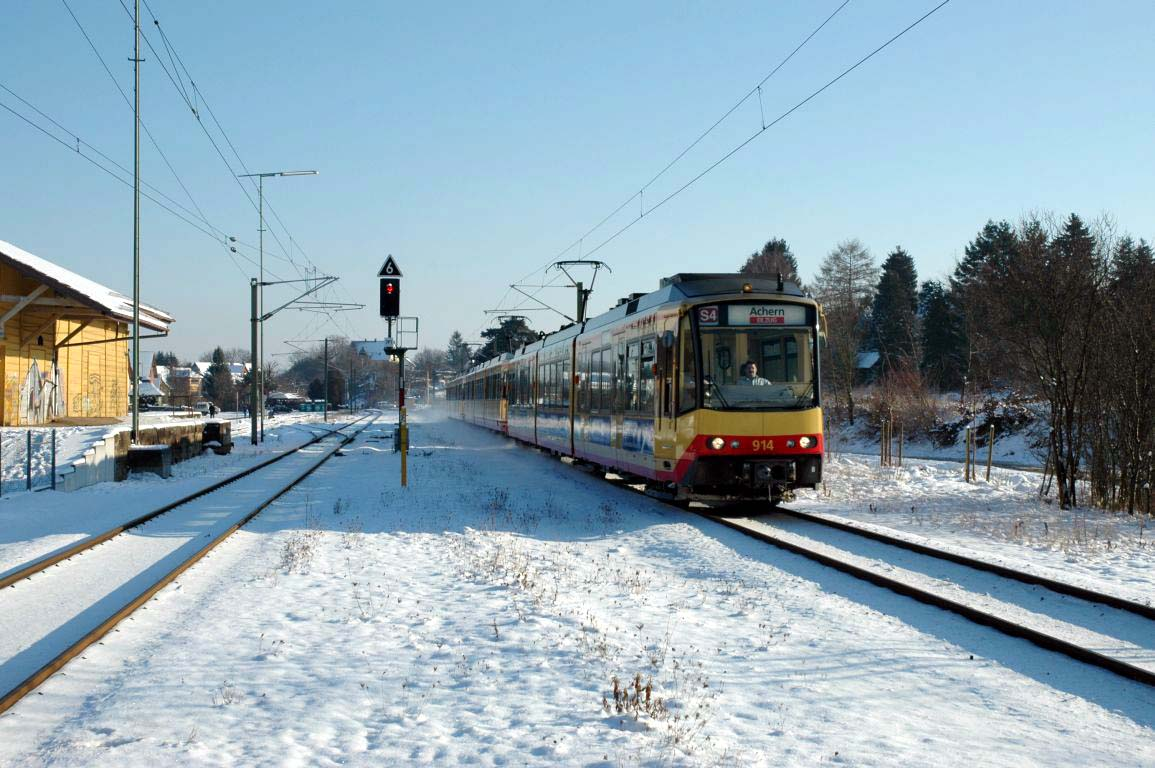
クライヒガウ鉄道を走るトラムトレイン

シュヴァイゲルンには、ハイルブロンからカールスルーエに通じるクライヒガウ鉄道の4つの駅がある。この鉄道は、カールスルーエの市電が通っている。また、連邦道B293号線沿いに位置している。かつて計画されていたアウトバーンA45号線への接続は1979年に中断された。

### メディア
シュヴァイゲルンでのできごとは、日刊紙 Heilbronner Stimme のラインタール版 (LT)に掲載される。さらに町の多くの人々は、シュヴァイゲルン市の広報紙でニュースを知る。さらにタウン誌の Leintal-Hits にもニュース、特に文化とスポーツが掲載される。

### ゴミ処理
ハイルブロン郡はシュヴァイゲルン市のシュテッテン地区に2つの塵芥集積場を運営しており、郡域の西半分を管轄していた。郡域の東半分は、エーバーシュタットの塵芥集積場が担当していた。
しかし、2005年6月1日から、法律上の位置づけが変更になり、もうこれらの塵芥集積場では家庭ゴミは集積していない。この町のゴミは、ハイルブロンで、分別処理されている。集積場の施設は、リサイクリング施設として利用されている。

### ブドウ栽培
シュヴァイゲルンのブドウ栽培は、799年に初めて記録されている。栽培されている主な品種は、トロリンガー、リースリング、ブラウフレンキッシュ、シュヴァルツリースリング種である（ワイン用ブドウ品種の一覧参照）。シュヴァイゲルンには、バーデン＝ヴュルテンベルク州で4番目に大きなワイン製造業者である Heuchelberg-Kellereiが本社を置いている。その他に数多くある自営ワイン業者の中では、Weingut Graf von Neipperg が知られている。
シュテッテン地区には3つのワイナリーと、1軒のワイン樽製造業者がある。
ヴュルテンベルク・ワイン産地区分では、全市がホイヒェルベルク地区に属す。

### 自然葬の森
2005年7月27日、シュヴァイゲルンに、バーデン＝ヴュルテンベルク州で初めての自然葬の森が設けられた。2年後には、ここに400人以上が葬られ、1000人以上が契約を結んでいる。

## 人物

### 出身者
- ギュンター・ハインリヒ・フォン・ベルク（1765年 - 1843年）法律家、政治家。オルデンブルクの国務大臣、閣僚。
- エルヴィン・フォン・ナイペルク（1813年 - 1897年）オーストリアの将軍。

### その他のゆかりの人物
- ヨーゼフ・デ・ポンテ（1922年 - 2006年）ハンガリー系ドイツ人の教会画家。シュヴァイゲルンで亡くなった。